# Sønder Omme Sogn
Sønder Omme Sogn er et sogn i Grene Provsti (Ribe Stift).
I 1800-tallet var Hoven Sogn, der hørte til Nørre Horne Herred i Ringkøbing Amt, anneks til Sønder Omme Sogn, der hørte til Nørvang Herred i Vejle Amt. Trods annekteringen dannede de to sogne hver sin sognekommune. Sønder Omme blev ved kommunalreformen i 1970 indlemmet i Grindsted Kommune, som ved strukturreformen i 2007 indgik i Billund Kommune.
I 1877 blev Blåhøj Kirke og Filskov Kirke indviet som filialkirker i Sønder Omme Sogn. I 1911 blev Blåhøj Sogn og Filskov Sogn udskilt fra Sønder Omme Sogn som selvstændige sogne. Sønder Omme Sogn afgav i 1907 et mindre område til Ilderhede Kirkedistrikt i Sønder Felding Sogn. Det blev i 1980 udskilt som det selvstændige Ilderhede Sogn.
I Sønder Omme Sogn ligger Sønder Omme Kirke. Desuden findes Østerby Kirke, der ligger midt i Sønder Omme Statsfængsel. Fængslet grænser op til bebyggelsen Simmel. I Svollibjerg og Kirkeby arbejdes med grus, sand, sten og træ.
I sognet findes følgende autoriserede stednavne:
- Baggesgårde (bebyggelse, ejerlav)
- Bøvl (landsby) (bebyggelse, ejerlav)
- Bøvl Mark (bebyggelse)
- Bøvl Norge (bebyggelse)
- Engebæk (bebyggelse)
- Hvelplund Mark (bebyggelse)
- Kirkeby (bebyggelse, ejerlav)
- Kirkeby Mark (bebyggelse)
- Kærgård (bebyggelse)
- Lille Brande (bebyggelse, ejerlav)
- Møbjerg (bebyggelse, ejerlav)
- Nørre Skovsende (bebyggelse)
- Nørregårde (bebyggelse)
- Simmel (bebyggelse)
- Skovsende (bebyggelse)
- Skovsendemark (bebyggelse)
- Skærsig (bebyggelse)
- Svollibjerg (bebyggelse)
- Sønder Omme (bebyggelse)
- Østerby (bebyggelse, ejerlav)